# David Malinowski
David Malinowski ist ein Maskenbildner und Spezialeffektkünstler.

## Leben
Malinowski begann seine Karriere im Filmstab 1997 als Auszubildender bei der London-Weekend-Television-Fernsehserie London’s Burning. Nach einigen weiteren Fernsehproduktionen war sein erster Spielfilm die Komödie The 51st State von Regisseur Ronny Yu aus dem Jahr 2001. Mit Beginn der 2000er Jahre spezialisierte er sich auf die Arbeit mit Prothesen. Er arbeitete unter so renommierten Regisseuren wie Steven Spielberg, Tim Burton, Miloš Forman, Sam Mendes und Wes Anderson.
2018 gewann Malinowski für Joe Wrights Historiendrama Die dunkelste Stunde zusammen mit Kazuhiro Tsuji und Lucy Sibbick den Oscar in der Kategorie Bestes Make-up und beste Frisuren. Weiterhin erhielt er eine BAFTA-Film-Award-Nominierung in der Kategorie Beste Maske.
Malinowski war neben seinen Filmengagements auch für das Fernsehen tätig, darunter die Serien Band of Brothers – Wir waren wie Brüder, Come Fly with Me, Doctor Who, The Sarah Jane Adventures und Downton Abbey.
2018 wurde er in die Academy of Motion Picture Arts and Sciences berufen, die jährlich die Oscars vergibt.

## Filmografie (Auswahl)
- 2001: The 51st State
- 2005: Charlie und die Schokoladenfabrik (Charlie and the Chocolate Factory)
- 2006: Goyas Geister (Los fantasmas de Goya)
- 2007: Harry Potter und der Orden des Phönix (Harry Potter and the Order of the Phoenix)
- 2010: Wolfman (The Wolfman)
- 2011: X-Men: Erste Entscheidung (X-Men: First Class)
- 2012: Zorn der Titanen (Wrath of the Titans)
- 2013: World War Z
- 2015: James Bond 007: Spectre (Spectre)
- 2015: The Revenant – Der Rückkehrer (The Revenant)
- 2016: Phantastische Tierwesen und wo sie zu finden sind (Fantastic Beasts and Where to Find Them)
- 2017: Die dunkelste Stunde (Darkest Hour)
- 2018: Ready Player One
- 2019: Fast & Furious: Hobbs & Shaw
- 2020: Wonder Woman 1984
- 2022: The Batman

## Auszeichnungen (Auswahl)
- 2018: Oscar in der Kategorie Bestes Make-up und beste Frisuren für Die dunkelste Stunde
- 2018: BAFTA-Film-Award-Nominierung in der Kategorie Beste Maske für Die dunkelste Stunde